# Rachelkapsel
De Rachel is een haarcoupe zoals deze werd gedragen door Jennifer Aniston in de jaren negentig in de sitcom Friends.
Deze in laagjes geknipte 'shag' met rechte lagen erdoor is vernoemd naar het door Aniston gespeelde personage Rachel Green. Hij werd bedacht door Anistons haarstilist, Chris McMillan. De Rachel werd immens populair, vooral onder jongere vrouwen, en werd de moderne haarvariant van Farrah Fawcetts kapsel uit de jaren zeventig.
Hoewel Aniston de coupe slechts gedurende twee seizoenen van Friends droeg (vanaf het begin van het derde seizoen had ze haar haar in een meer traditionele, lange coupe) bleef het een van de kenmerken van haar personage. In de serie werden grappen over de populaire coupe van Aniston verwerkt.